# Chris Sarandon
Christopher Sarandon Jr. (/səˈrændən/) (Beckley, 1942. július 24. –) amerikai színész.
Kritikusok szerint legsikeresebb alakítása Leon Shermer az 1975-ben bemutatott Kánikulai délután című bűnügyi drámában, mellyel Sarandon Oscar- és Golden Globe-jelöléseket szerzett. További fontosabb szerepe volt a vámpír Jerry Dandrige a Frászkarika – Veszélyes éj (1987) című horrorfilmben, Humperdinck herceg A herceg menyasszonya (1987) című romantikus fantasyfilmben és Mike Norris nyomozó a Gyerekjáték (1988) című lélektani horrorban. 
Tim Burton Karácsonyi lidércnyomás (1993) című animációs filmjében (és később számos kapcsolódó videójátékban is) a főszereplő Jack Skellington hangját kölcsönözte.

## Élete és pályafutása
A Nyugat-Virginia állambeli Beckley-ben született.

## Filmográfia

### Film
| Év   | Magyar cím                    | Eredeti cím                        | Szerep                                | Magyar hang            |
| ---- | ----------------------------- | ---------------------------------- | ------------------------------------- | ---------------------- |
| 1975 | Kánikulai délután             | Dog Day Afternoon                  | Leon Shermer                          | Ifj. Pathó István      |
| 1975 | Kánikulai délután             | Dog Day Afternoon                  | Leon Shermer                          | Bodrogi Attila         |
| 1976 | Ajakrúzs                      | Lipstick                           | Gordon Stuart                         | Perlaki István         |
| 1976 | Ajakrúzs                      | Lipstick                           | Gordon Stuart                         | Malcsiner Péter        |
| 1977 | Az őrszem                     | The Sentinel                       | Michael Lerman                        |                        |
| 1979 | Nincs visszaút                | You Can't Go Home Again            | George Webber                         | Csernák János          |
| 1979 | Kuba                          | Cuba                               | Juan Pulido                           | Boros Zoltán           |
| 1981 | Megszegett ígéret             | Broken Promise                     | Bud Griggs                            | Rubold Ödön            |
| 1983 | Az Osterman hétvége           | The Osterman Weekend               | Joseph Cardone                        | Szabó Sipos Barnabás   |
| 1984 | Protokoll                     | Protocol                           | Michael Ransome                       | Sinkovits-Vitay András |
| 1985 | Frászkarika – Veszélyes éj    | Fright Night                       | Jerry Dandridge                       | Gergely Róbert         |
| 1987 | A herceg menyasszonya         | The Princess Bride                 | Humperdinck herceg                    | Haás Vander Péter      |
| 1988 | Gyerekjáték                   | Child's Play                       | Mike Norris                           | Dörner György          |
| 1988 | Gyerekjáték                   | Child's Play                       | Mike Norris                           | Holl Nándor            |
| 1989 | Hívatlan szövetséges          | Collision Course                   | Philip Mandras                        | Jakab Csaba            |
| 1989 | Erőltetett menet              | Forced March                       | Ben Kline / Radnóti Miklós            | Szakácsi Sándor        |
| 1989 | New York rabszolgái           | Slaves of New York                 | Victor Okrent                         |                        |
| 1990 | Suttogások                    | Whispers                           | Tony                                  | Kautzky Armand         |
| 1991 | A feltámasztott               | The Resurrected                    | Joseph Curwen / Charles Dexter Ward   |                        |
| 1993 | A sötét oldalon               | Dark Tide                          | Tim                                   | Trokán Péter           |
| 1993 | Karácsonyi lidércnyomás       | The Nightmare Before Christmas     | Jack Skellington (hangja)             | Csík Csaba Krisztián   |
| 1995 | Klóncsapda                    | Terminal Justice                   | Reginald Matthews                     | Rosta Sándor           |
| 1995 | Egy igaz ügy                  | Just Cause                         | Lyle Morgan                           | Petridisz Hrisztosz    |
| 1996 | Sivatagi játékok              | Edie & Pen                         | Max                                   |                        |
| 1996 | Mesék a kriptából: Vérbordély | Bordello of Blood                  | J.C. Current tiszteletes              | Selmeczi Roland        |
| 1997 | Fej vagy írás                 | American Perfekt                   | Sammy rendőr                          |                        |
| 1997 | Nincs tovább                  | Road Ends                          | Esteban Maceda                        |                        |
| 2001 | Parfüm                        | Perfume                            | Gary Packer                           |                        |
| 2005 | Nauszika – A szél harcosai    | Nausicaä of the Valley of the Wind | Kurotowa (angol hangja)               |                        |
| 2005 |                               | Loggerheads                        | Robert Austin tiszteletes             |                        |
| 2008 | Szeszélyes szerelmem          | My Sassy Girl                      | Dr. Roark                             |                        |
| 2011 | Frászkarika                   | Fright Night                       | Jay Dee (cameoszerep)                 |                        |
| 2012 | A biztonság záloga            | Safe                               | Danny Tremello polgármester           | Rosta Sándor           |
| 2013 | Chucky átka                   | Curse of Chucky                    | Mike Norris nyomozó (archív felvétel) |                        |
| 2014 |                               | Big Stone Gap                      | Mario Barbari                         |                        |
| 2015 |                               | I Smile Back                       | Roger                                 |                        |

### Televízió

#### Tévéfilm
| Év   | Magyar cím                            | Eredeti cím                                  | Szerep                         | Magyar hang     |
| ---- | ------------------------------------- | -------------------------------------------- | ------------------------------ | --------------- |
| 1980 | Két város története                   | A Tale of Two Cities                         | Sydney Carton / Charles Darnay | Gesztesi Károly |
| 1980 |                                       | The Day Christ Died                          | Jézus Krisztus                 |                 |
| 1985 | Az én gyermekem                       | This Child Is Mine                           | Craig Wilkerson                |                 |
| 1986 |                                       | Liberty                                      | Jacque Marchant                |                 |
| 1987 | Az én virágárusnőm                    | Mayflower Madam                              | Matt Whittington               |                 |
| 1987 |                                       | Frankenstein                                 | a teremtmény                   |                 |
| 1988 |                                       | Goodbye, Miss Fourth Of July                 | George Janus                   |                 |
| 1989 | Légikatasztrófa (A KAL 007-es járat)  | Tailspin: Behind the Korean Airliner Tragedy | John Lenczowski                | Nagy Gábor      |
| 1989 | Légikatasztrófa (A KAL 007-es járat)  | Tailspin: Behind the Korean Airliner Tragedy | John Lenczowski                | Csernák János   |
| 1990 | Az idegen                             | The Stranger Within                          | Dan                            | Végh Péter      |
| 1994 | David anyja                           | David's Mother                               | Philip                         |                 |
| 1995 | Halálvonal                            | When the Dark Man Calls                      | Lloyd Carson                   | Hegedűs D. Géza |
| 1996 | Danielle Steel: Erősebb a szerelemnél | No Greater Love                              | Sam Horowitz                   |                 |
| 1997 |                                       | The Underworld                               | Johnny                         |                 |
| 2000 | Hajsza az idővel                      | Race Against Time                            | Dr. Anton Stofeles             |                 |
| 2004 | A gyűrű titka                         | The Dead Will Tell                           | Paul Hamlin                    | Rosta Sándor    |

#### Sorozat
| Év        | Magyar cím                               | Eredeti cím                         | Szerep                                    | Megjegyzések |
| --------- | ---------------------------------------- | ----------------------------------- | ----------------------------------------- | ------------ |
| 1969–1973 |                                          | The Guiding Light                   | Dr. Tom Halverson                         |              |
| 1994      | Star Trek: Deep Space Nine               | Star Trek: Deep Space Nine          | Martus Mazur                              | 1 epizód     |
| 1994      | Kincskommandó                            | Fortune Hunters                     | Jackson Roddam                            | 1 epizód     |
| 1995      | Végtelen határok                         | The Outer Limits                    | Dr. Pallas                                | 1 epizód     |
| 1997      |                                          | Adventures from the Book of Virtues | Jim Dillingham Young / résztvevő (hangja) | 1 epizód     |
| 1997      |                                          | Perversions of Science              | Carson Walls                              | 1 epizód     |
| 1998      | Ügyvédek                                 | The Practice                        | Dr. Jeffrey Winslow                       | 2 epizód     |
| 1998      |                                          | Three                               | Cole                                      | 1 epizód     |
| 1998      | Chicago Hope kórház                      | Chicago Hope                        | Dr. Gordon Mays                           | 3 epizód     |
| 1999      |                                          | Felicity                            | Dr. Peter McGrath                         | 6 epizód     |
| 1999–2000 |                                          | Stark Raving Mad                    | Caesar Radford                            | 2 epizód     |
| 2000–2002 | Vészhelyzet                              | ER                                  | Dr. Burke                                 | 3 epizód     |
| 2002–2004 | Esküdt ellenségek                        | Law & Order                         | Howard Pincham                            | 2 epizód     |
| 2002      |                                          | The Court                           | Justice Vorhees                           | 3 epizód     |
| 2002      | Amynek ítélve                            | Judging Amy                         | Barry Krumble bíró                        | 6 epizód     |
| 2003      | A Thornberry család                      | The Wild Thornberrys                | Myka (hangja)                             | 1 epizód     |
| 2003      | Bűbájos boszorkák                        | Charmed                             | Necromancer/Armand                        | 1 epizód     |
| 2004      | Döglött akták                            | Cold Case                           | Adam Clarke                               | 1 epizód     |
| 2006      | Esküdt ellenségek: Különleges ügyosztály | Law & Order: Special Victims Unit   | Weasly Masoner                            | 1 epizód     |
| 2009      | Zűrös zsaruk                             | The Unusuals                        | Walter Shraeger                           | 2 epizód     |
| 2010      | Psych – Dilis detektívek                 | Psych                               | Ashton Bonaventure                        | 1 epizód     |
| 2010      | A férjem védelmében                      | The Good Wife                       | Howard Matchick                           | 1 epizód     |
| 2010      |                                          | God in America                      | Abraham Lincoln                           | 1 epizód     |
| 2016      | Narancs az új fekete                     | Orange Is the New Black             | Kip Carnigan                              | 1 epizód     |
| 2017      | Tini Nindzsa Teknőcök                    | Teenage Mutant Ninja Turtles        | Dracula (hangja)                          | 3 epizód     |

## Videójátékok
| Év   | Cím                                             | Szinkronszerep   |
| ---- | ----------------------------------------------- | ---------------- |
| 2002 | Kingdom Hearts                                  | Jack Skellington |
| 2005 | The Nightmare Before Christmas: Oogie's Revenge | Jack Skellington |
| 2006 | Kingdom Hearts II                               | Jack Skellington |
| 2013 | Disney Infinity                                 | Jack Skellington |
| 2013 | Kingdom Hearts HD 1.5 Remix                     | Jack Skellington |
| 2014 | Kingdom Hearts HD 2.5 Remix                     | Jack Skellington |
| 2015 | Disney Infinity 3.0                             | Jack Skellington |

## Díjak és jelölések
| Év   | Díj                                  | Kategória                    | Jelölt mű                         | Eredmény |
| ---- | ------------------------------------ | ---------------------------- | --------------------------------- | -------- |
| 1975 | New York-i Filmkritikusok Egyesülete | legjobb férfi mellékszereplő | Kánikulai délután (1975)          | Jelölve  |
| 1976 | Oscar-díj                            | legjobb férfi mellékszereplő | Kánikulai délután (1975)          | Jelölve  |
| 1976 | Golden Globe-díj                     | az év színész felfedezettje  | Kánikulai délután (1975)          | Jelölve  |
| 1986 | Szaturnusz-díj                       | legjobb férfi főszereplő     | Frászkarika – Veszélyes éj (1985) | Jelölve  |
| 1992 | Fangoria Chainsaw Awards             | legjobb férfi mellékszereplő | A feltámasztott (1991)            | Jelölve  |

## Fordítás
- Ez a szócikk részben vagy egészben  a   Chris Sarandon című angol Wikipédia-szócikk fordításán alapul.  Az eredeti cikk szerkesztőit annak laptörténete sorolja fel. Ez a jelzés csupán a megfogalmazás eredetét és a szerzői jogokat jelzi, nem szolgál a cikkben szereplő információk forrásmegjelöléseként.